# 355 (szám)
A 355 (római számmal: CCCLV) egy természetes szám, félprím, az 5 és a 71 szorzata.

## A szám a matematikában
A tízes számrendszerbeli 355-ös a kettes számrendszerben 101100011, a nyolcas számrendszerben 543, a tizenhatos számrendszerben 163 alakban írható fel.
A 355 páratlan szám, összetett szám, azon belül félprím, kanonikus alakban az 51 · 711 szorzattal, normálalakban a 3,55 · 102 szorzattal írható fel. Négy osztója van a természetes számok halmazán, ezek növekvő sorrendben: 1, 5, 71 és 355.
A 355 négyzete 126 025, köbe 44 738 875, négyzetgyöke 18,84144, köbgyöke 7,0807, reciproka 0,0028169. A 355 egység sugarú kör kerülete 2230,53078 egység, területe 395 919,21417 területegység; a 355 egység sugarú gömb térfogata 187 401 761,4 térfogategység.